# Trichophyton equinum
Trichophyton equinum ist ein die Hornsubstanz besiedelnder Hautpilz, der primär Pferde befällt (zoophiler Dermatophyt). Eine Ansteckung des Menschen ist möglich, aber selten. Die Teleomorphe ist unbekannt.
Im KOH-Mazerationspräparat befallener Haare finden sich zahlreiche außen anliegende Sporen an der Haarbasis. Richtung Haarspitze lassen sich Sporenketten und einzelne Hyphen nachweisen. Die Arthrosporen sind 3 bis 6,5 µm groß.
Auf einem Sabouraud-Glucose-Agar bilden sich scheibenförmige Kolonien, die innerhalb von zwei Wochen einen Durchmesser von 4 cm erreichen. Sie haben eine weiße, flaumige Oberfläche und einen leuchtend-gelben Rand. Die Unterseite ist ebenfalls leuchtend gelb, wechselt bei älteren Kulturen aber ins bräunliche. Ein Zusatz von Nicotinsäure wirkt hemmend auf das Myzelwachstum, fördert aber die Ausbildung der Konidien und die Pigmentierung. Mikroskopisch liegen den schmalen Hyphen 1–3 × 3–4 µm große Mikrokonidien an. Auf Kartoffel-Glucose-Agar können keulenförmige Makrokonidien auftreten, die eine glatte dünne Wand und drei oder vier Kammern aufweisen.